# Saint-Marcellin-lès-Vaison
Saint-Marcellin-lès-Vaison is een gemeente in het Franse departement Vaucluse (regio Provence-Alpes-Côte d'Azur) en telt 338 inwoners (2005). De plaats maakt deel uit van het arrondissement Carpentras.

## Geografie
De oppervlakte van Saint-Marcellin-lès-Vaison bedraagt 3,6 km², de bevolkingsdichtheid is 93,9 inwoners per km².
De onderstaande kaart toont de ligging van Saint-Marcellin-lès-Vaison met de belangrijkste infrastructuur en aangrenzende gemeenten.

## Demografie
Onderstaande figuur toont het verloop van het inwonertal (bron: INSEE-tellingen).
1. ↑  Populations de référence 2022.